# O-トリルチオ尿素
o-トリルチオ尿素（オルト-トリルチオにょうそ、英語: o-Tolylthiourea）は、高毒性の化合物である。